# Deprea cuyacensis
Deprea cuyacensis är en potatisväxtart som först beskrevs av N.W.Sawyer och S.Leiva, och fick sitt nu gällande namn av S.Leiva och Lezama. Deprea cuyacensis ingår i släktet Deprea och familjen potatisväxter. Inga underarter finns listade i Catalogue of Life.